# ビリー・バッカス
ビリー・バッカス（Billy Backus、1943年3月5日 - ）は、アメリカ合衆国の元プロボクサー。ニューヨーク州シラキュース出身。元WBA・WBC世界ウェルター級統一王者。
元世界ミドル級王者カーメン・バシリオの甥。

## 略歴
1962年デビュー。
1970年12月3日、WBA・WBC世界ウェルター級統一王者のホセ・ナポレスに挑戦。ナポレスの負傷による4回TKO勝ちで統一王者となった。しかし、ナポレスとの実力差は歴然たるものがあり、翌1971年6月4日の再戦ではあえなく4回KO負けで両王座から陥落、短命王者に終わった。
1978年5月20日、当時のWBA王者ホセ・クエバスにも挑戦したが、クエバスの強打で初回KO負けを喫し王座返り咲きならず。